# Béatrice Brisebarre
Béatrice Brisebarre est une dame d'Outre-Jourdain vers 1168, fille de Gautier III Brisebarre, seigneur de Beyrouth et de son épouse Hélène de Milly.
Aucun texte ne précise que sa mère Hélène est une fille de Philippe de Milly, mais une charte du 18 novembre 1168 où Gautier seigneur de Montréal (« Galterius dominus Montis Regalis ») fait une donation en faveur de la léproserie de Saint-Lazare de Jérusalem, avec le consentement de son frère Guy et sa fille Béatrice (« Guidonis fratris et Beatricis filiæ suæ ») pour le repos de l'âme de son épouse Hélène (« Helenæ uxoris »). On sait également que Miles de Plancy, marié à Étiennette de Milly, et Gautier Brisebarre étaient beaux-frères. Par ailleurs, une charte de Philippe de Milly du 3 juillet 1155 mentionne parmi les témoins ses filles prénommées Hélène et Étiennette.
On en déduit de ces documents que Béatrice Brisebarre est une petite-fille par sa mère de Philippe de Milly, que lorsque ce dernier devient Templier en 1166 et renonce à ses fiefs, Hélène, la mère Béatrice devient dame d'Outre-Jourdain. Mais Hélène meurt peu après, avant le 18 novembre 1168, cédant sa place à Béatrice, sous le contrôle de son père, car elle était mineure. Cependant, elle meurt peu après la charte de novembre 1168, car en 1169, la dame d'Outre-Jourdain est Étiennette de Milly.